# Michiel Carrée

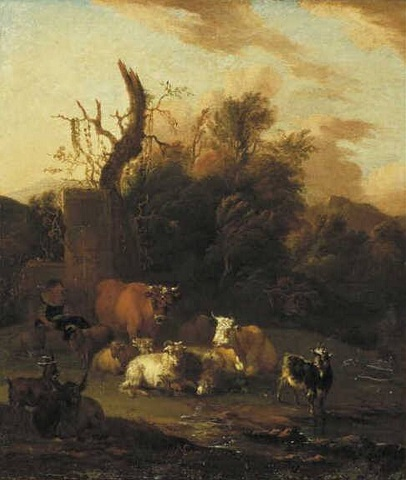
Landskap med boskap, målning av Michiel Carrée.

Michiel Carrée, född (döpt den 21 september) 1657 i Haag, död (begraven den 5 oktober) 1727 i Alkmaar, var en holländsk landskaps- och djurmålare.
Carrée var elev av sin äldre bror Hendrik Carrée och av Claes Berchem. Han var från 1692 bosatt i London, blev 1697 hovmålare vid brandenburgska hovet och arbetade för kung Fredrik I av Preussen, men återvände 1713 till Amsterdam, varifrån han flyttade till 
Alkmaar. Hans tavlor är rätt vanliga. Nationalmuseum har två signerade bilder av hans hand, Uppsala universitets museum två av hans smärre tavlor, och han finns även representerad i svenska privatsamlingar.